# Arkiely Perfecto
Arkiely Evoni Perfecto Gamero (Tacarigua de la Laguna, estado Miranda, Venezuela, 15 de noviembre de 1987) es una política venezolana, actual diputada a la Asamblea Nacional por el estado Miranda. Desde 2016 hasta 2019, ejerció como diputada suplente, y a partir de 2019, es la diputada principal.

## Biografía

### Vida personal
Arkiely Perfecto nació y se crio en el parque nacional Laguna de Tacarigua, ubicado en Barlovento. Hija de pescadores y con dos hermanas, fue criada por su abuela hasta los nueve años de edad. Su educación básica y secundaria la realizó en una escuela ubicada en Río Chico. Más adelante comenzó una carrera universitaria, educación especial, que no terminó.

### Carrera política
En 2015, fue elegida como candidata a diputada suplente de Nora Delgado, por el Movimiento Tupamaro, partido en el que militaba desde años anteriores. En las parlamentarias de 2015, fue elegida como diputada suplente para el período 2016-2021 por el circuito 5 del Estado Miranda. En 2017, Delgado fue elegida alcaldesa del Municipio Brión, sin embargo, Perfecto no asumió la titularidad del circuito.

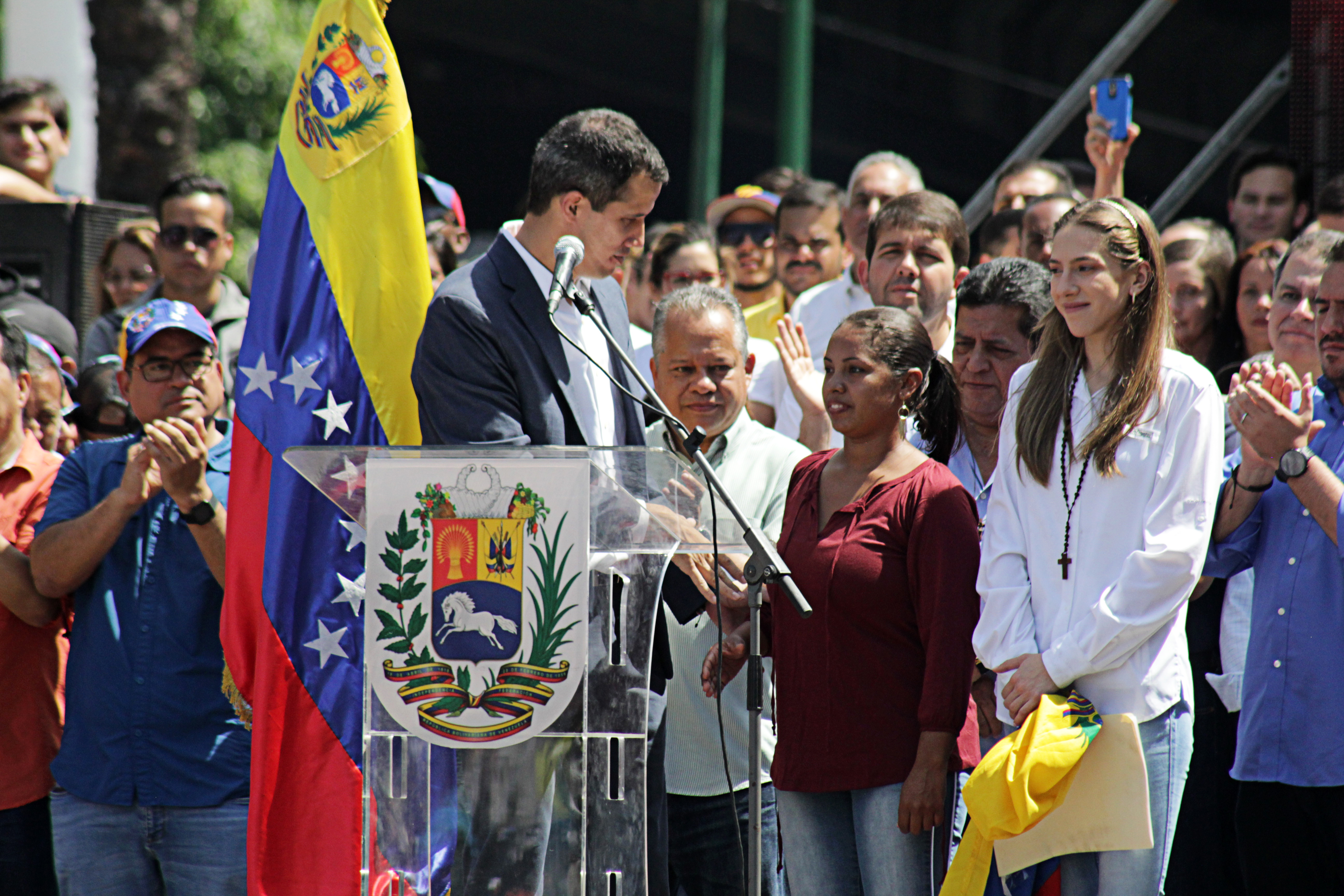
Guaidó dando la bienvenida a la diputada y militante de los Tupamaros, Arkiely Perfecto, bajo la Ley de Amnistía, 2 de febrero de 2019.

El 29 de enero de 2019, asumió como diputada principal ante la Asamblea Nacional, deslindándose de la bancada del Gran Polo Patriótico para ingresar a la bancada opositora con el apoyo de su partido, Movimiento por la Democracia e Inclusión, liderado por Nicmer Evans. Perfecto mostró su apoyo al presidente encargado, Juan Guaidó, quien aplaudió la decisión de Perfecto de juramentarse como diputada, diciendo que Miraflores [sic] «se está quedando solo».
A pesar de que Perfecto esté en contra de Nicolás Maduro, apoya el legado del fallecido presidente Hugo Chávez.
En marzo de 2019 denunció que la vivienda de sus padres en Barlovento fue allanada por funcionarios del SEBIN. Asimismo, en septiembre de ese mismo año denunció que funcionarios de la FAES se encontraban rodeando su residencia.
En noviembre de 2019 afirmó que el Gobierno de Nicolás Maduro se encontraba en comunicación con ella para que retomara el chavismo pro-Maduro; sin embargo, Perfecto aseguró que su decisión era «irreversible». Perfecto sería acusada de estar implicada en la llamada Operación Alacrán, una presunta trama de corrupción donde se sobornaron a varios diputados para evitar la reelección de Guaidó.
El 20 de diciembre de 2019 es expulsada de su partido "por razones éticas", el MDI alude a que su voto fue comprado (unos 50.000 €) por el chavismo para que no sea reelecto Guaidó presidente de la AN en el 2020; sin embargo, ella desmiente esa acusación.
Más tarde, votaría a favor de Luis Parra como presidente de la Asamblea Nacional.
Luego, en 2020, Perfecto se uniría al partido intervenido Primero Justicia —entonces dirigido por Luis Parra por imposición del Tribunal Supremo de Justicia—, que pronto se transformaría en Primero Venezuela. De esa manera, se postularía como diputada bajo la tarjeta de esta nueva organización política para las elecciones parlamentarias de 2020.